# Gel

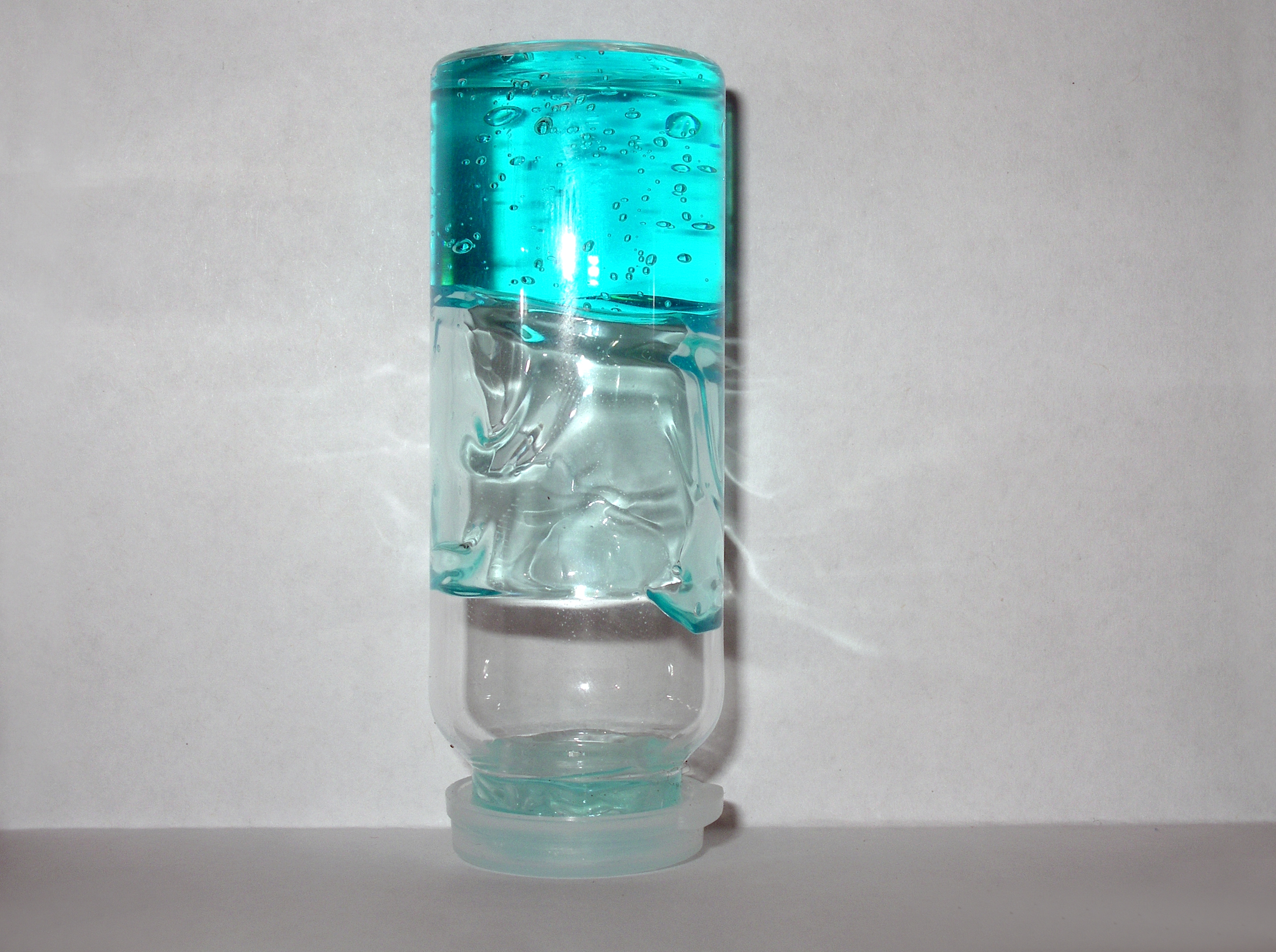
Fixador de cabelo na forma de gel.

Gel (do latim gelu - congelante, óleo Teu do latim kaebre frio, gelo, ou gelatus - congelado, imóvel) é um sólido aparentemente, de material gelatinoso formado de uma dispersão coloidal, em que a fase dispersa apresenta-se no estado líquido, e o meio dispersante no estado sólido. Pelo peso, géis   são, em sua maioria, líquidos com comportamento de sólidos. Um exemplo disso é a gelatina.
Os géis cosméticos e dermatológicos são dispersões semissólidas que se liquefazem ao contato com a pele, deixando uma camada delgada não-gordurosa e não oclusiva. São obtidos por misturas de materiais naturais ou sintéticos na água ou mistura de solventes, em um processo chamado geleificação.
Uma forma fácil de criar um gel é fazendo uma solução em 10ml de água de 3g de acetato de cálcio e em seguida disolver em 75ml de álcool etílico. Criar-se-á imediatamente um gel, que pode ser utilizado como acendalha para lareiras.